# Герб Мелільї
Герб Мелільї — герб іспанського міста і порту на середземноморському узбережжі Африки, що має статус автономного міста.

## Опис
Герб складається з блакитного поля, двох казанів, розбитих на золоті і червоні квадрати, і наповнених чотирнадцятьма зеленими зміями. Герби Кастилії і Леона, дев'ять червоних квадратів з золотими замками, що чергуються з дев'ятьма срібними квадратами з червоними левами. Герб увінчаний герцогською короною, над якою височить у золотій вежі постать Гусмана Доброго. Напис: «Non Plus Ultra». Під гербом знаходиться зелений дракон. Девіз: У верхній частині герба стрічка з написом «Praeferre Patriam Liberis Parentem Decet».